# نواف الخالدي (لاعب كرة قدم بحريني)
نواف الخالدي لاعب كرة قدم بحريني يلعب حاليا لصالح نادي الدرجة الأولى الحد البحريني في مركز المهاجم.

## الإنجازات
- الدرجة الأولى (1): 2016
- كأس ملك البحرين (1): 2015